# Александрова Антоніна Миколаївна
Антоніна Миколаївна Александрова (20 березня 1920 — 19 липня 1949) — старший стрілочник станції Військово-експлуатаційного відділення Калінінської залізниці. Герой Соціалістичної Праці.

## Біографія
Народилася 20 березня 1920 року в селі Печуріно Псковської губернії. Росіянка.
У 16 років почала працювати на станції Ленінград-Варшавський Жовтневої залізниці. Наприкінці серпня 1941 року фронт наблизився до Ленінграду. Вона перебувала на станції під бомбардуванням і обстрілом, продовжувала працювати. Їй доводилося обслуговувати шість стрілочних постів, виконувати обов'язки сигналіста і зчіплювача.
Восени 1941 року розпочалася блокада Ленінграда, Антоніна Миколаївна захворіла, по Ладозі її вивезли на Велику землю в будинок відпочинку, де її змогли вилікувати. Після хвороби Антоніну направили старшим стрілочником на станцію Військово-експлуатаційного відділення Калінінської залізниці.
Померла від наслідків контузії 19 липня 1949 року.

## Нагороди
- Указом Президії Верховної Ради СРСР від 5 листопада 1943 року за самовіддану і героїчну працю, високі показники в роботі в період Великої Вітчизняної війни, Александровій Антоніні Миколаївні присвоєно звання Героя Соціалістичної Праці з врученням ордена Леніна і медалі «Серп і Молот». Вона стала однією з трьох залізничниць, які першими в СРСР отримали це високе звання[2].
- Нагороджена орденом Леніна (1943), медалями.